# Partido Autónomo de la Unión Republicana de Mallorca
El Partido Autónomo de la Unión Republicana de Mallorca (PAURM) fue un partido político de carácter republicano constituido en Palma de Mallorca por septiembre del 1913 a instancia de Francesc Julià y Perelló como respuesta a la del reformismo de Jeroni Pau en el Partido de Unión Republicana de Mallorca. Reunió miembros del partido federal, como Francesc Villalonga y Benet Pomar, y republicanos radicales como Francesc Julià y Perelló. Logró una cierta presencia en Llucmajor, gracias a Francesc Noguera, y en Manacor con Antoni Amer. Su portavoz era La Voz del Pueblo.
- Datos: Q20105974